# Аретуза (опера)
Аретуза, или Месть и Любовь (фр. Arethuse, ou la Vengeance de l'Amour) — «балет, положенный на музыку» (опера-балет) в одном акте из трёх выходов и с прологом композитора Андре Кампра на либретто Антуана Данше по VI книге «Метаморфоз» Публия Овидия Назона. Премьерный показ, сыгранный труппой Королевской академии музыки, состоялся 14 июля 1701 года и имел небольшой зрительский успех.
В последующее время сочинение неоднократно возобновлялось на сцене. В том же году партитура оперы-балета была опубликована Кристофом Баллардом под названием «Алфей и Аретуза». Под этим же названием опера-балет была снова поставлена в Королевской академии музыки 22 августа 1752 года. В переработанном виде сочинение было представлено Антуаном Довернье всё в той же Королевской академии музыки 8 августа 1758 года. 15 октября 1762 года в театре де Шуази «Алфей и Аретуза» была представлена королю в хореографии Антуана и Мишеля Бандьери де Лавалей.

## Действующие лица
| Роль       | Голос       | Первый исполнитель                                   |
| ---------- | ----------- | ---------------------------------------------------- |
| Весна      |             | месье Пишон                                          |
| Нимфа Сены | контральто  | Жюли д’Обиньи, она же мадемуазель Мопэн или Ля-Мопэн |
| Аретуза    |             | мадемуазель Моро                                     |
| Алфей      | бас-баритон | Габриэль-Венсан Тьевенар                             |
| Плутон     | бас-баритон | Шарль Ардуэн                                         |
| Прозерпина |             | мадемуазель Шанпенуа                                 |
| Эндимион   | альт        | Пьер Шопеле                                          |
| Нептун     | бас-баритон | Жан Дюн                                              |
| Фетида     |             | мадемуазель Мопэн                                    |
| Диана      |             | мадемуазель Десматэн                                 |
| Исмена     |             | мадемуазель Савиньи                                  |
| Амур       | сопрано     | мадемуазель Луаньон                                  |

## Сюжет
История любви речного божества Алфея к Аретузе. Аретуза была нимфой из свиты богини Дианы, покровительницы охоты. В прологе нимфы и охотники, вместе с божеством Весны и нимфой реки Сена, поют о силе любви. В первом выходе Аретуза присутствует на свадьбе Прозерпины и Плутона в подземном мире, откуда бежит, как только там появляется Алфей. Во втором выходе она оказывается в море, на свадьбе Нептуна и Фетиды. Нептун и Фетида помогают Алфею встретиться с Аретузой. Во время их встречи нимфа признаётся речному божеству, что бежала от него из-за обета целомудрия, который она принесла богине Диане. В третьем выходе Аретуза возвращается на землю и оказывается свидетельницей пылкой страсти богини Дианы к Эндимиону. Наконец, Аретуза, как до неё Прозерпина, Фетида и Диана, поддаётся чувству и соединяется с Алфеем.